# Сарат Бабу
Сарат Бабу (телугу శరత్ బాబు; 31 июля 1951, Амудалаваласа, Мадрас — 22 мая 2023, Хайдарабад) — индийский актёр, снимавшийся в фильмах на телугу, тамильском, малаялам, каннада и хинди. Лауреат кинопремии «Нанди» за лучшую роль второго плана.

## Биография
Родился 31 июля 1951 года в городке Амудалаваласа округа Шрикакулам. В детстве он мечтал стать офицером полиции, в то время как его отец хотел, чтобы сын взял на себя управление семейной гостиницей. Однако во время учёбы в колледже у него развилась близорукость, и его признали негодным к военной службе. Тогда по совету друзей и преподавателей он решил попробовать себя в кино, собираясь заняться семейным бизнесом, если ничего не получится.
Он откликнулся на объявление в газете и был выбран на главную роль в фильм на телугу Rama Rajyam 1973 года.
Как актёр Сарат Бабу привлёк себе внимание после съёмок в тамильском фильме Pattina Pravesam (1977) режиссёра К. Балачандера.
В дальнейшем он снимался в фильмах на телугу, тамильском, малаялам и каннада в роли протагониста, антагониста и характерных ролях. В число его запомнившихся фильмов на телугу входят Seethakoka Chilaka (1981) Бхаратираджи, «Фотография в свадебном альбоме» (1983), «Жемчуг» (1986) и Aapadbandhavudu (1992) К. Вишванатха. Роль верного друга Камала Хасана в «Фотографии в свадебном альбоме» надолго запомнилась зрителям. Роли заминдара в «Ситаре» (1983) и антагониста в фильме Anveshana (1985) также получили высокую оценку.
За свои актёрские способности Сарат Бабу был удостоен трех кинопремий «Нанди» как лучший актёр второго плана. Награды ему принесло участие в фильмах Seetakoka Chiluka в 1981 году, O Bharya Katha в 1988 и Neerajanam в 1989. В то время он был на пике популярности, в 1988 году только на телугу с его участием вышло десять фильмов.
Актёр несколько раз разделял экранное пространство с супер-звездой тамильского кино Раджникантом. Этот дуэт был особенно успешным в таких фильмах, как Annaamalai (1992) и Muthu (1995). В первом Сарат исполнил культовую роль богатого бизнесмена Ашока, дорогого друга молочника Аннамалая (в исполнении Раджниканта), который становится его соперником из-за земельного спора. Во втором фильме они также играют людей разного социального статуса, ставших соперниками, но в любви. Сарат Бабу, вероятно, единственный актёр а тамильском кино, который смог избежать преследования фанатами после того, как ударил на экране всеми любимую звезду.
В более поздние годы он успешно работал на телевидении в таких сериалах, как Antharangalu (1997—2001), Janani (2000—2001) и Agnigundalu (2005—2006).
Последним фильмом Сарата Бабу стал Malli Pelli (2023), где он сыграл персонажа, основанного на актёре Кришне.
Актёр скончался 22 мая 2023 года в больнице Хайдарабада в возрасте 71 года.
Сарат Бабу состоял в отношениях с актрисой Рамапрабхой в течение 14 лет. После того как они разошлись, он женился на Снехалате, дочери тамильского актёра Намбиара. Брак продлился двадцать лет и закончился разводом.